# 中津孝司
中津孝司（なかつ こうじ、1961年5月2日- ）は、日本の国際政治経済学者。博士（経済学）（大阪学院大学・論文博士・2003年）。大阪商業大学教授。専門は国際エネルギー経営論。旧ソ連圏の政治・経済。

## 略歴
大阪府出身。1984年大阪外国語大学ロシア語学科、1989年神戸大学大学院経済学研究科博士後期課程単位取得。2003年「ロシア石油企業のビジネス戦略」で、大阪学院大学から博士（経済学）の学位を取得。大阪商業大学総合経営学部講師、助教授を経て、教授。

## 著書
- 『アルバニア語入門』泰流社 1989
- 『アルバニア現代史』(変革の現代史シリーズ) 晃洋書房 1991
- 『ソ連・東欧貿易経営論』(シリーズ社会主義経営学) 晃洋書房 1991
- 『紛争地域現代史 2 南部アフリカ』同文館出版 1993
- 『ロシア・CIS経済の変容と再建』同文館出版 1996
- 『新生アルバニアの混乱と再生』創成社 1997
- 『南東ヨーロッパ社会の経済再建 バルカン紛争を超えて』日本経済評論社 2000
- 『ロシア石油企業のビジネス戦略』同文舘出版 2001
- 『エネルギー資源争奪戦の深層 国際エネルギー企業のサバイバル戦略』創成社 2005
- 『クレムリンのエネルギー資源戦略』同文舘出版 2005
- 『アフリカ世界を読む』創成社新書 2006
- 『世界情勢を読む』創成社新書 2006
- 『ガスプロムが東電を買収する日』ビジネス社 2007
- 『ロシア世界を読む』創成社新書 2007
- 『ロシアマネー日本上陸 メドベージェフの野望』創成社 2008
- 『日本のエネルギー戦略 資源危機の10年後を予測する』創成社 2009
- 『資源危機サバイバル 日本は勝者になれるのか?』創成社 2010
- 『世界市場新開拓 チャイナ・リスクに警鐘を鳴らす』創成社 2011
- 『プーチン降板 クレムリンの内部抗争』創成社 2012
- 『日本株式投資入門 ささやかな豊かさをもとめて』創成社 2013
- 『ロスネフチの逆襲 ポストプーチンを占う』創成社 2014
- 『クリミア問題徹底解明』(ウクライナ・ブックレット) ドニエプル出版 2014

### 共編著
- 『グローバル・トレンド 世界経済の新潮流』加藤幸広共編著 晃洋書房 1989
- 『Passport to current English』瀬戸勉共編著 晃洋書房 1989
- 『北ヨーロッパ現代史』編著 晃洋書房 1989
- 『第三世界現代史』奥田孝晴共編著 晃洋書房 1992
- 『ブルガリア・トルコ現代史』編著 杉山書店 1993
- 『現代ロシアの市場経済 その特殊性と異質性』編著, 斎藤哲,細川隆雄・川浦孝恵・太田浩司著 嵯峨野書院 1996
- 『現代バルカン半島の変動と再建』大倉晴男,金森俊樹共著 杉山書店 1998
- 『新興成長市場南部アフリカ その経済と企業経営の課題』編著, 平田弘治,松本美智子著 嵯峨野書院 1999
- 『21世紀ヨーロッパの産業と企業経営』編著 晃洋書房 1999
- 『途上国の経済統合 アフタとメルコスル』梅津和郎, 奥田孝晴共編著 日本評論社 1999
- 『グローバル・マーケティング新論』編著 晃洋書房 2000
- 『二十一世紀アジアの産業と企業経営』梅津和郎, 奥田孝晴共編著 白桃書房 2000
- 『経営政策の国際比較』編著 創成社 2001
- 『21世紀の新グレート・ゲーム エネルギー資源獲得の新潮流』島敏夫共編著 晃洋書房 2001
- 『コーポレート・ストラテジー : 21st century』編著 創成社 2003
- 『ロシア東欧産業新地図』編著 創成社 2004
- 『エネルギー国際経済』佐藤千景, 島敏夫共編著 晃洋書房 2004
- 『イラク戦後の中東経済』島敏夫共編著 同文館出版 2004
- 『新マーケティング読本』編著 創成社 2004
- 『伸びる企業の現場力』阪下宏二, 矢野良樹, 小山田信一, 住田和美, 薮野正年, 堀内武徳,福田泰久, 梅津和郎, 合力知工, 平田晃祥共著. 創成社 2006
- 『中小企業と人材育成』編著, 平田晃祥, 鳥羽達郎, 雨宮康樹, 梅津和郎, 原敏晴著 創成社 2007
- 『北東アジアの危機と新成長戦略』梅津和郎共編著 晃洋書房 2007
- 『中東和平と世界経済』梅津和郎,河村朗, 佐藤千景共著 五絃舎 2007
- 『グローバル競争を生き抜く中小企業』富山栄子,梅津和郎, 雨宮康樹共著 創成社新書 2008
- 『米ドル没落 オバマ新大統領は救世主になれるのか?』編著 創成社 2008
- 『欧州新時代 6億人のEUとビジネス』編著 晃洋書房 2010
- 『米中協調の世界経済』編著, 梅津和郎, 富山栄子, 佐藤千景著 同文舘出版 2010
- 『チャンスをつかむ中小企業 ケースで学ぶリーダーの条件』編著 創成社新書 2010
- 『中東問題の盲点を突く』編著, 梅津和郎, 島敏夫,河村朗, 佐藤千景著 創成社 2011
- 『中東新戦争勃発 原油200ドル時代到来』編著, 梅津和郎, 佐藤千景,河村朗著 同文舘出版 2011
- 『日本のエネルギー政策を考える』編著 創成社 2012
- 『世界激変!指導者交代 2012年以降を大胆予測』編著 創成社 2012
- 『戦略的グローバリズムの企業経営』編著 創成社 2012
- 『中東社会のダイナミズム』編著 創成社 2014
- 『グローバル経済徹底解明 「シェール革命」から読み解く世界』編著 創成社 2015
- 『岐路に立つ中国とロシア』編著, 閻和平,孫飛舟, 富山栄子,道上真有,細川隆雄, 関永健著 創成社 2016
- 『苦悶する大欧州世界』編著, 雨宮康樹, 金森俊樹著 創成社 2016
- 『地殻変動する国際エネルギー資源業界』編著, 嶋崎善章, 河村朗著 創成社 2018

## 論文
- <中津孝司